# Baie de Roscanvel
La baie de Roscanvel est l'extrémité sud-ouest de la rade de Brest, entre la pointe des Espagnols et la pointe de l'Île Longue (extrémité de la presqu'île du même nom), toutes deux excroissances de la presqu'île de Crozon.
Sur son rivage ouest se trouve le village de Roscanvel.
L'île des Morts et l'île Trébéron se trouvent au milieu de la baie. À proximité immédiate de ces deux îles se trouve l'île Perdue, qui ne découvre qu'à marée basse. Au sud de la baie se trouve l'île du Renard, reliée à la presqu'île de Crozon par un tombolo double.